# Винтовка Спенсера
Магазинная винтовка Спенсера (англ. The Spencer repeating rifle) — многозарядная винтовка рычажного действия калибра 14,2 мм или 12,7 мм со сменным прикладным магазином и крановым затвором. Производилась в США в 1860—1869 годах.
Винтовка использовалась преимущественно в кавалерии, и, несмотря на многозарядность, так и не смогла вытеснить дульнозарядные мушкеты. Специально для кавалерии был разработан карабин Спенсера, более короткий и лёгкий.

## Устройство

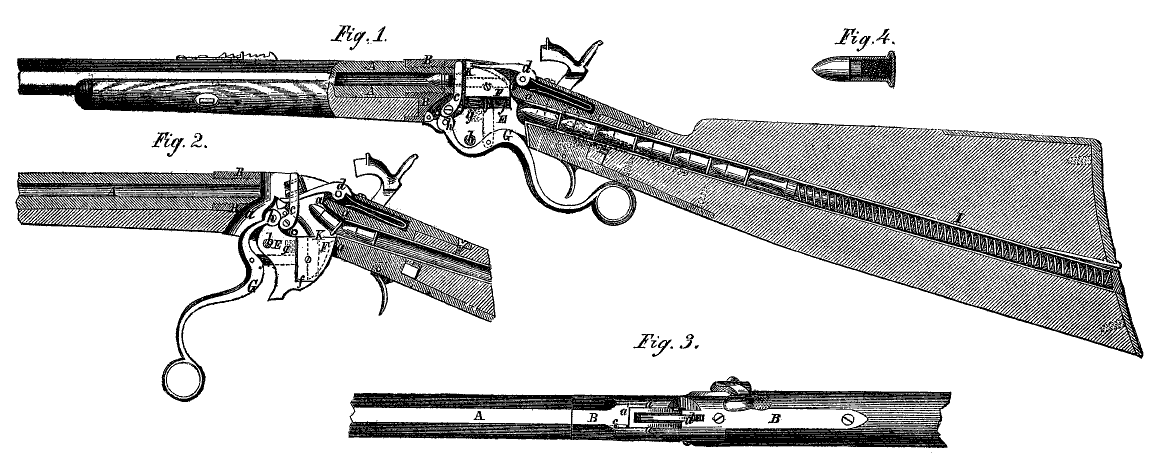

Особенностью винтовки была полость в прикладе, куда вставлялся трубчатый магазин на 7 патронов кольцевого воспламенения. Винтовка была оснащена качающимся затвором с рычагом — спусковой скобой. Курок взводился отдельно от перезарядки и располагался на правой стороне ложа.
Винтовка выпускалась под разные патроны (первая цифра  — диаметр основания гильзы, вторая  — диаметр плеча): первые образцы — под патрон .56-56 (14,2×23 мм); самая распространённая модель карабина — под патрон .56-50 (12,7×30,5 мм); выпускались модели и под патрон .56-52 (13,2 мм), а также карабин для спортивной стрельбы под патрон с шеей .56-46 (11,7 мм).
Патроны вкладывались в металлическую трубку, расположенную в прикладе (несъемный магазин). Стрелки имели при себе тубы (контейнеры), в которые были заранее вложены по 7 патронов. После того, как патроны в магазине заканчивались, в отверстие в прикладе засыпались патроны из тубы. 

## История

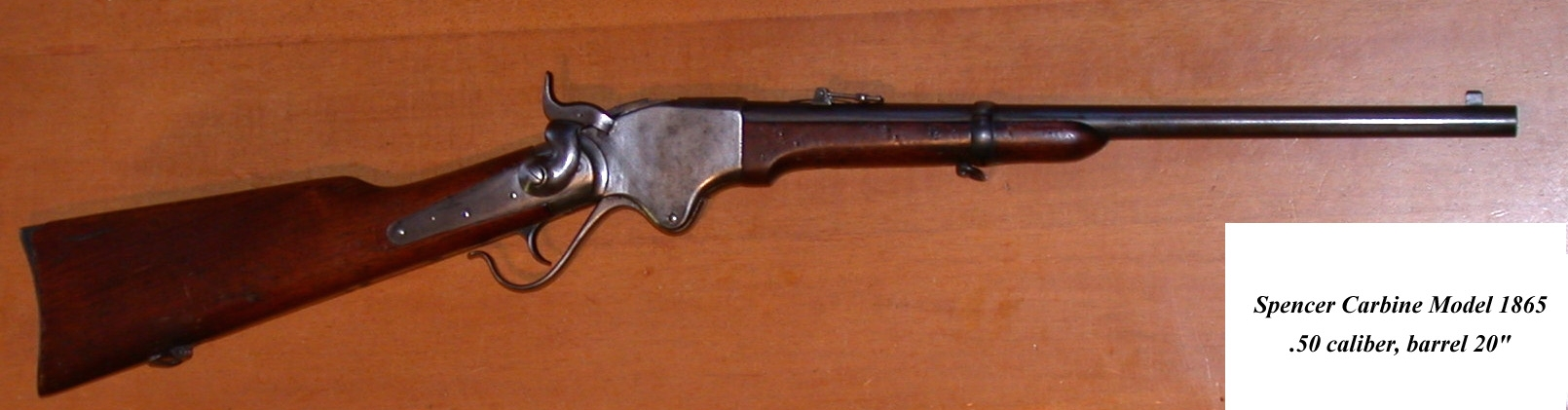
Карабин Спенсера

Винтовка не сразу была принята на вооружение по причине консерватизма генералов военного департамента, в особенности Начальника вооружения Армии США бригадного генерала Джеймса Рипли. Ружьё Спенсера было выпущено в виде охотничьего карабина и в таком виде применялось во время Гражданской войны в США, прославившись вместе с магазинными ружьями Генри своей скорострельностью, прочностью и хорошим боем. В декабре 1861 года был оформлен заказ на 10 тысяч винтовок, на этом закупки закончились, — Рипли считал, что если солдат может сделать 16 выстрелов в минуту (штатная скорострельность винтовки Спенсера), он будет палить не целясь. Спенсеру пришлось окольным путём в обход военных чинов обращаться лично к президенту Линкольну в августе 1863 года. Линкольн сам сделал несколько выстрелов по мишени на лужайке перед Белым домом, был весьма впечатлён этим оружием, приказал наладить его выпуск и одновременно распорядился отстранить генерала Рипли с занимаемого поста. Вскоре последовал заказ ещё 34 тыс. карабинов, но к тому времени Гражданская война уже близилась к концу, в результате чего революционная на тот момент винтовка (наряду с винтовкой Генри, картечницей Гатлинга и «кофемолкой» Эйгара) имела весьма ограниченное применение.
«…невзирая на успех магазинных винтовок Спенсера и Генри в ходе Гражданской войны в США ни американская армия, ни большинство других армий не пожелали принять на вооружение оружие, способное выпустить весь носимый боекомплект солдата за пару-тройку минут. Основной нишей скорострелок, в том числе и магазинок Винчестер с рычажной перезарядкой, стал рынок гражданский.»
Сначала винтовка была принята на вооружение во флоте, затем в армии. За годы Гражданской войны в США было произведено 54 000 винтовок. Южане периодически захватывали винтовки Спенсера, но не смогли обеспечить боепитание из-за нехватки меди для патронов и отсутствия производства медных гильз. Самое раннее известное использование винтовки Спенсера отмечено в сражении при Хуверс-Гэп и во время Геттисбергской кампании, где два мичиганских полка использовали их в сражении при Гановере. По мере продолжения войны винтовка становилась всё более и более популярной. Карабином Спенсера был вооружён убийца Линкольна, Джон Бут во время своего ареста.
В конце 60-х компания «Спенсер» была продана компании «Fogerty Rifle», а затем компании «Винчестер». Всего было произведено около 200 000 винтовок. Многие винтовки были впоследствии проданы во Францию и использовались во время франко-прусской войны 1870 года.